# Cabletren Bolivariano
O CableTren, oficialmente conhecido como Cabletren Bolivariano, é um sistema de Automated People Mover que forma parte do Metro de Caracas, foi construído pela construtura brasileira  Norberto Odebrecht (atual OEC) e a empresa austríaca Doppelmayr Cable Car.

## História
O projeto foi proposto pela empresa Doppelmayr Cable Car ao Metro de Caracas em 2008 e aprovada a implementação pelo Governo da Venezuela em julho do mesmo ano, implicou em uma adicional  alteração de viagem no Metrô de Guarenas-Guatire, de modo que não se teve de recorrer a mais recursos, o trabalho iniciou-se em 2009.
Em 14 agosto de 2013, foi inaugurada pelo Presidente da República Bolivariana da Venezuela, Nicolás Maduro, após uma série de testes.

## Descrição do transporte público
Um sistema de Transporte hectométrico, é caracterizado pela utilização de um cabo de tração que proporciona uma resistência longitudinal e suporte para mover o veículo. Tais sistemas são chamados de "Cabo Linear". O Cabletren bolivariano também introduz novas tecnologias destes veículos, tais como a operação de "fluxo contínuo", que simula a operação comercial das rotas ferroviárias uma única direção.